# Jacques Songo'o
Jacques Celestin Songo'o (Sackbayeme, 17 de março de 1964) é um ex-futebolista de Camarões que atuava como goleiro.[carece de fontes?] Fez carreira no futebol francês e espanhol entre 1989 e 2004, principalmente atuando por Metz e Deportivo, onde foi campeão espanhol em 1999–00  e da Supercopa da Espanha de 2000. Atualmente é treinador de goleiros da Seleção Camaronesa.

## Carreira

### Canon e primeira passagem no futebol francês
Songo'o iniciou a carreira em 1984, no Canon Yaoundé, um dos clubes mais tradicionais de seu país. Após 5 anos defendendo a agremiação da capital camaronesa, onde foi bicampeão nacional (1983 e 1986) e da Copa de Camarões (1983 e 1986), foi para a França em 1989, aos 25 anos de idade. Seu primeiro clube foi o Toulon, que disputava na época a primeira divisão, onde jogou entre até 1993, realizando 22 partidas. Para a temporada 1992–93, o goleiro foi emprestado ao Le Mans, também atuando em 22 jogos.
Ainda em 1993, depois que saiu do Toulon, foi para o Metz. Sua primeira passagem pelos Grenás foi bem-sucedida: em 4 temporadas, foram 101 partidas e um título da Copa da Liga Francesa, em 1995–96. O desempenho do camaronês fez com que o Deportivo, até então um clube em ascensão na Espanha, decidisse contratar Songo'o em 1996. Durante sua passagem pelo Metz, foi agraciado com o prêmio de melhor goleiro da África.

### Primeira passagem no Deportivo e retorno ao Metz
Pelo Deportivo, Songo'o foi o goleiro titular até 2001, conquistando o Campeonato Espanhol e a Supercopa, além do Troféu Zamora de melhor goleiro de La Liga, em 1996–97. Contra o Numancia, o goleiro teve aquele que seria seu primeiro (e único) gol na carreira mal anulado pela arbitragem, que viu uma falta inexistente em Roberto Urroz.
Com a contratação de José Francisco Molina para ser o novo titular do Depor, Songo'o foi relegado à reserva e, visando a convocação para a Copa de 2002, assinou com o Metz em 2001, mas não teve tanto sucesso quanto sua primeira passagem, alternando a titularidade com o jovem togolês Kossi Agassa. Aos 39 anos e sem contrato com os Grenás, o goleiro regressaria ao Deportivo, desta vez em uma transferência sem custos, agora como terceira opção ao gol da equipe galega.

### Volta ao Deportivo e aposentadoria
Em 2004, aos 40 anos de idade, Songo'o disputou a última partida de sua carreira, contra o Racing Santander. Entrou no lugar do uruguaio Gustavo Munúa aos 39 minutos do segundo tempo. Este jogo terminou 1 a 0 para a equipe de Corunha, gol marcado por Walter Pandiani. O goleiro ainda chegou a disputar partidas pela equipe de masters do Deportivo até 2008.

## Carreira na Seleção
Songo'o estreou pela Seleção Camaronesa em 1984, com apenas 20 anos de idade, integrando o elenco que disputou o Olimpíadas realizadas em Los Angeles. Atuou em cinco edições da Copa Africana de Nações (1984, 1988, 1992, 1998 e 2002), de uma Copa das Confederações (2001) e de quatro Copas do Mundo: em 1990 foi o segundo reserva de Thomas N'Kono, quando sua seleção parou apenas nas quartas-de-final; em 1994 era o terceiro goleiro, ficando atrás de Joseph-Antoine Bell e de N'Kono, quando Camarões ficou na primeira fase. Com poucas chances de classificação para os Leões Indomáveis, o técnico Henri Michel, inconformado com as atuações de Bell, promoveu a estreia de Songo'o como titular na competição, e ele ficou estigmatizado após levar 6 gols da Rússia (destes, 5 foram de Oleg Salenko), em jogo que também foi marcado pelo recorde de jogador mais velho a marcar um gol, com Roger Milla.
Na edição de 1998, foi titular nos 3 jogos e em 2002, foi novamente reserva, agora de Alioum Boukar. Aposentou-se da seleção neste mesmo ano, com 98 partidas disputadas. O último jogo foi um amistoso contra a Inglaterra, disputado antes do torneio realizado na Ásia.
Integra a comissão técnica dos Leões Indomáveis como treinador de goleiros desde 2010, substituindo Thomas N'Kono, seu antecessor no gol camaronês. No mesmo ano, teve sua única experiência como técnico, exercendo a função interinamente no jogo contra a Polônia, que terminou com vitória camaronesa por 3 a 0.

## Vida pessoal
Seus filhos, Franck e Yann, também seguiram carreira no futebol, respectivamente atuando como meio-campista e defensor - Franck aposentou-se em 2014 e Yann joga atualmente pelo Scunthorpe United (ambos iniciaram a carreira nas categorias de base do Deportivo).

## Títulos
Canon Yaoundé
- Campeonato Camaronês: 2 (1984–85 e 1985–86)
- Copa de Camarões: 1 (1979)

Metz
- Copa da Liga Francesa: 1 (1995–96)

Deportivo
- La Liga: 1 (1999–00)
- Supercopa da Espanha: 1 (2000)

Seleção Camaronesa
- Copa Africana de Nações: 3 (1984, 1988 e 2002)

### Individuais
- Troféu Zamora: 1996–97